# Richard Kenneth Brummitt

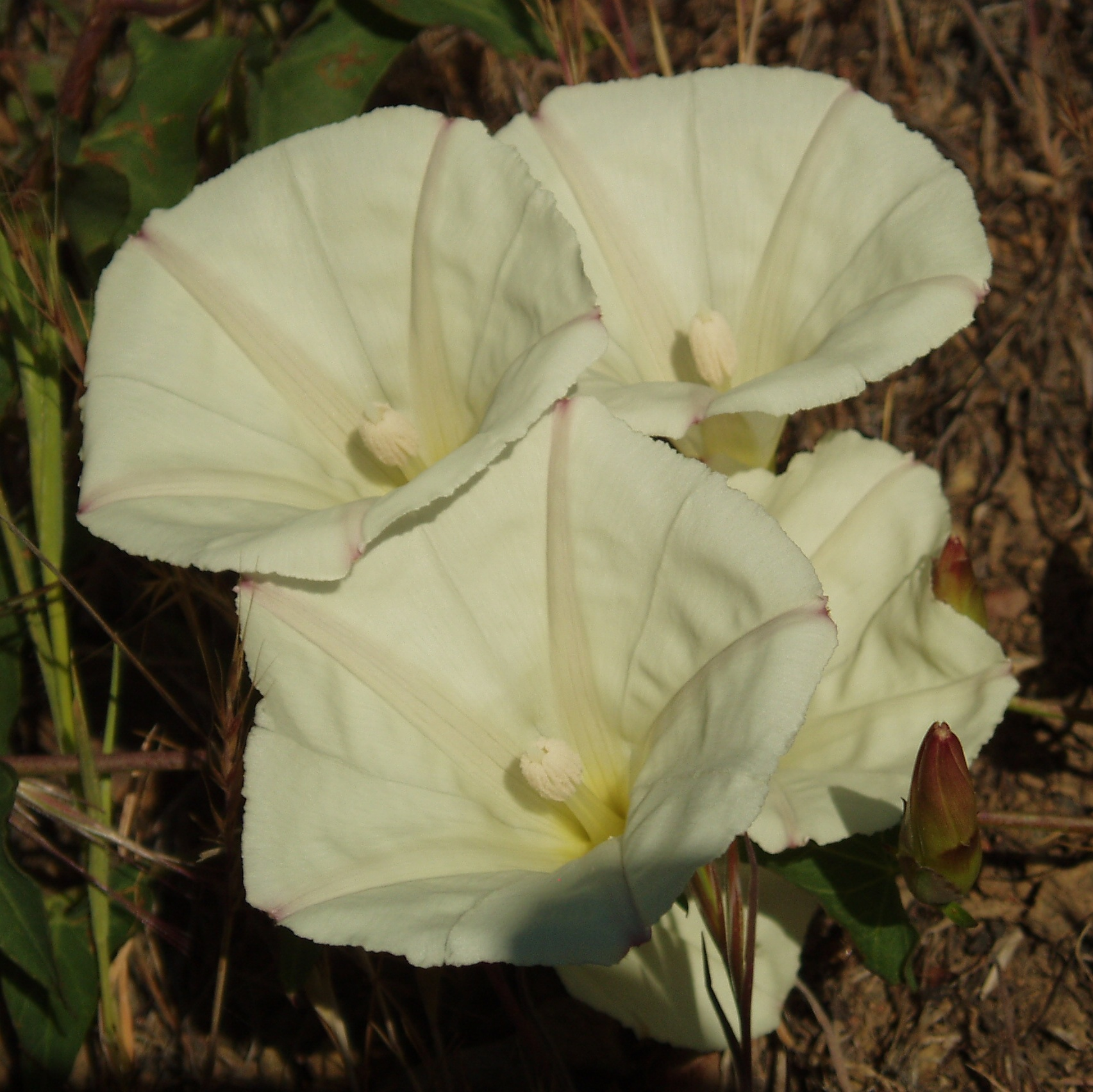
Calystegia occidentalis (A.Gray) Brummitt

Richard "Dick" Kenneth Brummitt (Liverpool, 22 de mayo de 1937 - 18 de septiembre de 2013) fue un botánico británico, célebre no solo por haberse especializado en el estudio de las Fabaceae africanas, sino sobre todo por haber publicado en 1992, junto con C. Emma Powell, un importante texto de estandarización de nomenclatura botánica: el libro Authors of Plant Names, obra que desde 1998 quedó incluida en la base de datos IPNI, sitio web en el que los Kew Gardens intervinieron acertadamente. Brummitt desarrolló gran parte de su actividad científica en el Herbario de estos jardines. Su principal obra sobre flora específica fue Flora Zambesiaca, y fue un destacado especialista en las Fabaceae africanas, con énfasis en el género Calystegia R.Br. 1810.
Desde 1963, fue curador y taxónomo del Kew Gardens, donde ascendió hasta "emérito", retirándose en 1999.

## Algunas publicaciones
- 1980. Questions of Effective Publication. Taxon 29 ( 4) 7 pp.

- 1979. A Photographic Register of Type Specimens. 5 pp.

- 1974. Further Thoughts on Type Registers. 2 pp.

- 1974. Variation and Distribution of the African Species Tecomaria Capensis (Bignoniaceae). Bull. Jard. Bot. Nat. Belg. 44. 5 pp.

- 1972. Nomenclatural and Historical Considerations Concerning the Genus Galax. 15 pp.

### Libros
- r.k. Brummitt. 1966, 1968, 1969 (a partir de 1968 colaboró Ian K. Ferguson; apareciendo en Regnum Vegetabile) Index to European taxonomic literature. 1966, 222 pp.

- ---------------, c.e. Powell. 1992. Authors of plant names. A list of authors of scientific names of plants, with recommended standard forms of their names, including abbreviations. Royal Botanical Gardens, Kew, ISBN 0-947643-44-3

- ---------------. 1992. Vascular plant families and genera. Royal Botan. Gardens, Kew, ISBN 0-947643-43-5.  Archivado el 15 de septiembre de 2012 en Wayback Machine.

- ---------------. 2001. World Geographical Scheme for Recording Plant Distributions. TDWG,

## Honores
- desde 1975: Secretario del Comité de Nomenclatura de Plantas Vasculares[5]

### Eponimia
- (Convolvulaceae) Calystegia brummittii P.P.A.Ferreira & Sim.-Bianch.[6]

- (Rosaceae) Alchemilla brummittii K.M.Purohit & Panigrahi[7]
- La abreviatura «Brummitt» se emplea para indicar a Richard Kenneth Brummitt como autoridad en la descripción y clasificación científica de los vegetales.[8]

## Fuente
- Robert Zander, Fritz Encke, Günther Buchheim, Siegmund Seybold. 1984. Handwörterbuch der Pflanzennamen. Ed. Ulmer. Stuttgart. ISBN 3-8001-5042-5